# Королевская капелла (Лондон)
Королевская капелла в Лондоне (англ. Chapel Royal) — хоровая капелла при британском дворе. В годы расцвета (вторая половина XVI — XVII века) — самый престижный английский хоровой коллектив и одна из лучших школ для первоначального обучения (мальчиков) музыке.
Основана в 1438 году. Первоначально Королевская капелла не имела собственного здания, но представляла собой мобильную группу хористов, сопровождавшую монарха во всех его путешествиях. В 1594 году по распоряжению Якова VI Капелла разместилась в шотландском замке Стерлинг. В XVII веке резиденция Капеллы находилась непосредственно в лондонском дворце Уайтхолл. В 1702 году, после того как Уайтхолл пострадал от пожара (1698), капелла переехала в здание Сент-Джеймсского дворца на ул. Пэлл Мэлл, где находится и поныне. 
Капелла пережила расцвет в годы елизаветинского правления. В те годы репертуар хоровой музыки Капеллы был только духовным (светская музыка не исполнялась). Декан капеллы (англ. Master of the Children) до 1684 года обладал правом разыскивать по всей стране музыкально одарённых мальчиков и принуждать их к обучению (и последующему служению) в Королевской капелле. Кроме того, до 1626 года мальчики совмещали роли актёров и певцов в придворных театральных постановках (т.наз. англ. choirboy plays, см. Антем). В XVIII в. их привлекали как дискантов для участия в ораториях и других жанрах хоровой музыки. Со времён Карла II выступления хористов Капеллы сопровождались королевским струнным оркестром (первоначально консортом), органом и другими инструментами. 
В лучшие годы в стенах Капеллы работали выдающиеся музыканты Джон Шеппард, Томас Таллис, Уильям Бёрд, Орландо Гиббонс, Томас Томкинс и Генри Пёрселл. Гендель также сочинял для Королевской капеллы. Он носил почётный титул «Composer of Musick of His Majesty's Chappel Royal» (будучи иностранцем, Гендель не имел права быть регулярным членом Капеллы).
Современное учреждение носит название «Королевские капеллы» (англ. Chapels Royal), поскольку включает наряду со старинной Королевской капеллой также Капеллу королевы (англ. Queen's Chapel). В (скромном) составе современной капеллы 6 профессиональных певцов и 10 мальчиков-хористов.